# 1064년

## 연호
- 북송(北宋) 치평(治平) 원년
- 요(遼) 청녕(淸寧) 10년
- 일본(日本) 고헤이(康平) 7년
- 서하(西夏) 공화(拱化) 2년
- 리 왕조(李朝) 쯔엉타인자카인(彰聖嘉慶) 6년

## 기년
- 고려(高麗) 문종(文宗) 18년
- 북송(北宋) 영종(英宗) 원년
- 요(遼) 도종(道宗) 10년
- 서하(西夏) 의종(毅宗) 16년
- 리 왕조(李朝) 성종(聖宗) 11년